# Józef Kalasanty Pędracki
Józef Kalasanty Pędracki (ur. 1825 w Tarnowie, zm. 11 kwietnia 1883 tamże) – polski polityk, działacz patriotyczny i społeczny, burmistrz Tarnowa, uczestnik Wiosny Ludów.

## Życiorys
Józef Kalasanty Pędracki urodził się najprawdopodobniej w 1825 roku w Tarnowie (podawane są również inne daty i miejsca urodzenia, m.in. 1822 rok). Był synem Kazimierza Pędrackiego, oficera wojska Księstwa Warszawskiego i Marianny Serafin. Po zakończeniu edukacji w 1847 roku rozpoczął pracę jako administrator majątku, porzucił ją jednak w roku następnym i wyjechał do Lwowa, gdzie jako członek Gwardii Narodowej wziął udział w wydarzeniach Wiosny Ludów. Po ustaniu walk powrócił do Tarnowa i znalazł zatrudnienie w magistracie.
20 kwietnia 1850 roku Józef Pędracki został zaprzysiężony jako asesor magistratu. Rok później ożenił się z Marianną Żelazowską, z którą miał ośmioro dzieci. W 1858 roku został mianowany przez władze austriackie burmistrzem miasta Tarnowa. W 1861 roku odszedł ze stanowiska (objął je Franciszek Lorber), oskarżany przez władze o tolerowanie patriotycznych sympatii mieszkańców miasta. Zajął się wówczas pracą społeczną, będąc współtwórcą i pierwszym dyrektorem tarnowskiej Kasy Oszczędności.
W 1862 roku ponownie został mianowany burmistrzem miasta. Zaangażował się wówczas w działalność niepodległościową, wspierając prace ławy obwodowej stronnictwa czerwonych. Po wybuchu powstania styczniowego zajmowała się ona organizowaniem dostaw broni, wyposażenia i pieniędzy walczącym. 9 kwietnia 1864 roku, po serii rewizji przeprowadzonych przez władze austriackie, Józef Pędracki został oskarżony o uczestnictwo w tajnej organizacji i ponownie zdymisjonowany. Na stanowisku burmistrza zastąpił go wtedy Edward Ganszer.
W listopadzie 1866 roku Józef Pędracki został po raz trzeci mianowany burmistrzem Tarnowa, stając się w ten sposób ostatnim z nadania rządu w Wiedniu. W marcu 1867 roku przeprowadzono pierwsze autonomiczne wybory do Rady Miejskiej. Po jej ukonstytuowaniu Józef Pędracki odszedł ze stanowiska, ustępując je Wojciechowi Bandrowskiemu, pierwszemu burmistrzowi doby autonomicznej. Pracował nadal w samorządzie, jako asesor i radca magistratu, zaś od 1872 roku zarządca propinacji. Na tle koncepcji zarządu propinacją starł się wtedy ostro z radnym Karolem Kaczkowskim i jego stronnictwem, co doprowadziło do poważnego podziału w Radzie Miejskiej.
W czasie pełnienia przez Józefa Pędrackiego urzędu burmistrza Tarnów zyskał brukowane ulice i trotuary, powstał również oddział ochotniczej straży pożarnej. Poza pracą w samorządzie udzielał się również społecznie, między innymi jako wiceprezes Towarzystwa Strzeleckiego, którego staraniem powstał w mieście w 1866 roku Ogród Strzelecki z neogotyckim budynkiem strzelnicy.
Józef Kalasanty Pędracki zmarł 11 kwietnia 1883 roku i został pochowany na Starym Cmentarzu w Tarnowie. 17 września 1888 roku na wschodniej ścianie budynku strzelnicy w Ogrodzie Strzeleckim odsłonięto poświęconą mu tablicę pamiątkową. W 1986 roku Towarzystwo Przyjaciół Ziemi Tarnowskiej wydało szkic biograficzny burmistrza, napisany przez miejscowego historyka Stanisława Wróbla. W 1995 roku jedna z ulic włączonej w granice administracyjne miasta części Zbylitowskiej Góry została nazwana imieniem Józefa Pędrackiego.